# Episodi di Patatine fritte (prima stagione)
La prima stagione della serie televisiva Patatine fritte è stata trasmessa in anteprima in Canada dalla YTV tra il 4 aprile 2004 e il 28 aprile 2004.
| nº | Titolo originale         | Titolo italiano | Prima TV Canada | Prima TV Italia |
| -- | ------------------------ | --------------- | --------------- | --------------- |
| 1  | The Expendables          |                 | 15 aprile 2004  |                 |
| 2  | Metal Mouth              |                 | 14 aprile 2004  |                 |
| 3  | Coach Pattie             |                 | 4 aprile 2004   |                 |
| 4  | Robyn the Boss           |                 | 29 aprile 2004  |                 |
| 5  | Everyone's Alex          |                 | 17 maggio 2004  |                 |
| 6  | Help Unwanted            |                 | 20 aprile 2004  |                 |
| 7  | Where's the Ham?         |                 | 10 maggio 2004  |                 |
| 8  | The Ben Effect           |                 | 3 maggio 2004   |                 |
| 9  | The Campaign             |                 | 6 maggio 2004   |                 |
| 10 | Undercover Guy           |                 | 12 maggio 2004  |                 |
| 11 | Alex's Last Chapter      |                 | 11 aprile 2004  |                 |
| 12 | Curse of the Tess People |                 | 19 aprile 2004  |                 |
| 13 | The Competition          |                 | 22 aprile 2004  |                 |
| 14 | Candid Camera            |                 | 19 maggio 2004  |                 |
| 15 | A Phone for Ben          |                 | 21 aprile 2004  |                 |
| 16 | As Fate Would Have It    |                 | 11 maggio 2004  |                 |
| 17 | Mobyn and Myan           |                 | 26 aprile 2004  |                 |
| 18 | The Cold Shoulder        |                 | 27 aprile 2004  |                 |
| 19 | Music for Your Mouths    |                 | 5 maggio 2004   |                 |
| 20 | Tigerman                 |                 | 25 maggio 2004  |                 |
| 21 | Alternative Ben          |                 | 4 maggio 2004   |                 |
| 22 | Foreign Affairs          |                 | 18 maggio 2004  |                 |
| 23 | The Love Potion          |                 | 20 maggio 2004  |                 |
| 24 | A Side Order of Love     |                 | 24 maggio 2004  |                 |
| 25 | While Supplies Last      |                 | 13 maggio 2004  |                 |
| 26 | Mini Ben                 |                 | 28 aprile 2004  |                 |